# Sparganium glomeratum
Sparganium glomeratum là một loài thực vật có hoa trong họ Typhaceae. Loài này được (Laest. ex Beurl.) Neuman miêu tả khoa học đầu tiên năm 1889.

## Hình ảnh

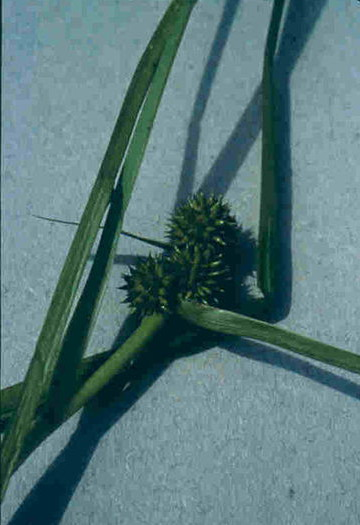